# Закушняк, Александр Яковлевич
Александр Яковлевич Закушняк (26 февраля [10 марта] 1879, Одесса, Херсонская губерния — 21 апреля 1930, Ленинград; псевдоним Самарский) — русский и советский артист театра и эстрады, чтец, основоположник реалистической школы литературного рассказывания, создатель жанра вечера рассказа.

## Биография
Александр Закушняк родился в Одессе 26 февраля (10 марта) 1879 года. Учился в гимназии, окончил её в Одессе в 1897 году. Во время обучения пел в церковном хоре, играл на любительской сцене, давал уроки. Поступил на юридический (по другим данным на филологический) факультет Киевского университета, однако был отчислен в 1899 году за участие в студенческих беспорядках. Вновь поступил на обучение, уже в Новороссийский университет и окончил его в 1903 году.
В профессиональных и любительских драматических и опереточных спектаклях выступал под псевдонимом Самарский, под этим же псевдонимом выступал как звукоподражатель, читал со сцены рассказы А. П. Чехова.
В 1906 году был приглашён Всеволодом Мейерхольдом в Товарищество новой драмы. Гастролируя с Товариществом в Полтаве и Тифлисе сыграл роли Раскольникова, Мышкина и Треплева («Преступление и наказание», «Идиот» Ф. М. Достоевского и «Чайка» А. П. Чехова).
В 1907—1910 гг играл на сцене театра им. В. Ф. Комиисаржевской, исполнил роли: Пьеро в пьесе «Балаганчик» А. А. Блока, Пелеас в пьесе «Пелеас и Мелисинда» М. Метерлинка, Беллидор в пьесе «Сестра Беатриса» М. Метерлинка, Ивара Карено в пьесе «У врат царства» К. Гамсуна. В 1908 году вместе с театром гастролировал за рубежом.
В 1910 году в Одессе Александр Яковлевич дал цикл из 30 концертов «Вечера интимного чтения», где читал рассказы А. П. Чехова, Мопассана, Марка Твена, Шолом Алейхема, В. Г. Короленко. Выступления с рассказами на эстраде продолжались до 1914 года, с ними он объехал Киев, Кишинёв, Херсон, Ригу, Ярославль, Кострому, Москву.
В Первую мировую войну, в чине прапорщика был призван в действующую армию.  Службу проходил в Духовщинском 267-м пехотном полку 2 очереди, в чине подпоручика (старшинство с 19.07.1915 г.).
Умер Александр Закушняк 21 апреля 1930 года. Похоронен на Волковом кладбище, на Литераторских мостках.

## Семья
Жена — актриса Ольга Нарбекова (1917).